# Agave (Kartoffel)
‘Agave’ ist eine Speisekartoffel.
Die Kennnummer des Bundessortenamtes ist 3065, die Zulassung erfolgte 1995, der Züchter ist Norika.

## Sorteneigenschaften
Die Sorte ‘Agave’ gehört zur frühen Reifegruppe. Sie hat eine hellgelbe Fleischfarbe und eine ovale Knollenform. Die Kartoffel ist vorwiegend festkochend.
‘Agave’ hat eine halbaufrechte Wuchsform. Die Augentiefe ist flach und die Schalenbeschaffenheit genetzt. ‘Agave’ hat mittelhäufig weiße Blüten.